# Debian Package Maker
Debian Package Maker es un programa para compilar código fuente para crear paquetes .deb